# Brongersmia
Brongersmia là một chi bướm đêm thuộc phân họ Tortricinae của họ Tortricidae.

## Các loài
- Brongersmia polytropa Diakonoff, 1972